# Ореске (округ Скаліца)
Ореске (словац. Oreské) — село, громада округу Скаліца, Трнавський край. Кадастрова площа громади — 3.73 км².
Населення 399 осіб (станом на 31 грудня 2020 року).

## Історія
Ореске згадується 1569 року.

## Населення
| Рік:            | 1994. | 2004.   | 2014.   | 2024.   |
| --------------- | ----- | ------- | ------- | ------- |
| Кількість осіб: | 334   | 348     | 379     | 387     |
| Різниця:        |       | +4,19 % | +8,90 % | +2,11 % |

| Рік:            | 2023. | 2024.   |
| --------------- | ----- | ------- |
| Кількість осіб: | 393   | 387     |
| Різниця:        |       | -1,52 % |